# 오마이라 산체스
오마이라 산체스(스페인어: Omayra Sánchez, 1972년 8월 28일 ~ 1985년 11월 16일)는 톨리마 주 아르메로에서 사망한 콜롬비아의 소녀이다. 네바도델루이스산의 분화(아르메로의 비극)로 사망하였다.
프랑크 푸르니에가 찍은 사진으로 유명해졌으며, 이 사진은 1986년 올해의 월드 프레스 포토를 수상하였다.